# Октябрьский сельсовет (Змеиногорский район)
Октябрьский сельсовет — муниципальное образование со статусом сельского поселения и административно-территориальное образование в Змеиногорском районе Алтайского края России. Административный центр — посёлок Октябрьский.

## Население
| 1997  | 1998  | 1999  | 2000  | 2001  | 2002  |
| ----- | ----- | ----- | ----- | ----- | ----- |
| 1911  | ↘1882 | ↘1790 | ↘1764 | ↘1718 | ↘1669 |
| 2003  | 2004  | 2005  | 2006  | 2007  | 2008  |
| ↗1687 | ↘1646 | ↘1560 | ↘1522 | ↘1446 | ↘1390 |
| 2009  | 2010  | 2011  | 2012  | 2013  | 2014  |
| ↘1317 | ↘1247 | ↘1239 | ↘1196 | ↘1178 | ↘1159 |
| 2015  | 2016  | 2017  | 2018  | 2019  | 2020  |
| ↘1108 | ↘1073 | ↘1042 | ↘992  | ↘953  | ↘903  |
| 2021  |       |       |       |       |       |
| ↘880  |       |       |       |       |       |

По результатам Всероссийской переписи населения 2010 года, численность населения муниципального образования составила 1247 человек, в том числе 607 мужчин и 640 женщин. Оценка Росстата на 1 января 2012 года — 1196 человек.

## Населённые пункты
В состав сельского поселения входит 5 населённых пунктов:
- посёлок Андреевский,
- посёлок Локоток,
- посёлок Октябрьский,
- посёлок Отрада,
- посёлок Тушканиха.